# Leszek Skurski
Leszek Skurski est un artiste peintre germano-polonais né à Gdańsk le 26 janvier 1973 .

## Biographie
De 1992 à 1997 il étudie la peinture et les arts graphiques, avec les professeurs Włodzimierz Łajming (pl) et Jerzy Krechowicz (pl), à l'Académie des beaux-arts de Gdańsk (pl), . 
En 2006 il fonde la Red Galerie Corridor avec Rudi Neuland, Anna Will et Joanna Skurska.
Il a exposé notamment aux États-Unis, en Belgique et en Afrique du Sud.
En 2013 il expose pour la première fois en France, à Marseille

## Œuvres

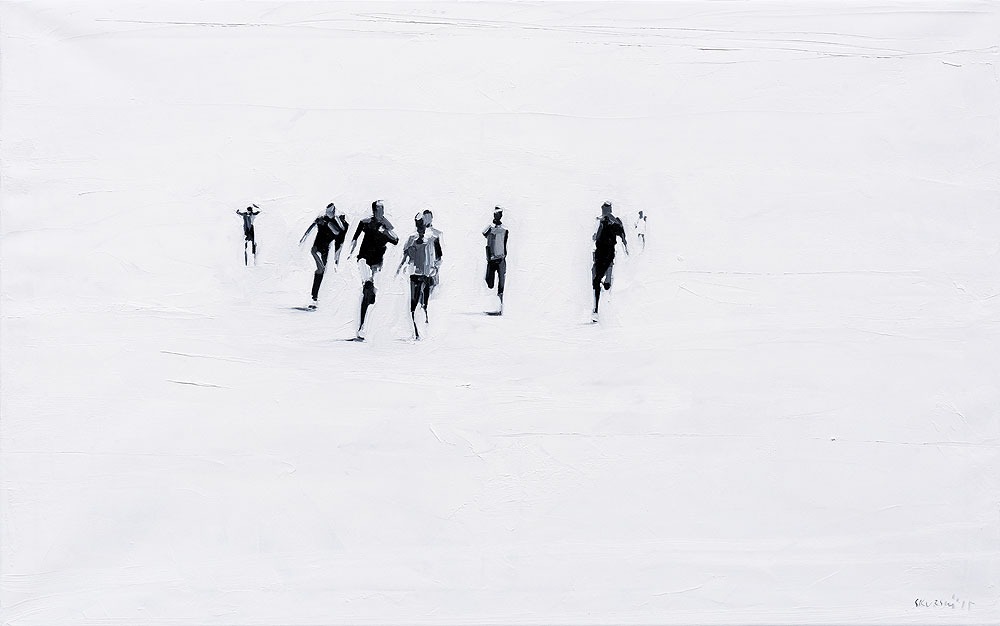
Fernweh", 100x160 cm, huile sur toile, 2015

- Alles wegen Grün, huile sur toile (100 x 100 cm)[2]

## Expositions
- Galerie de l'Académie des beaux-arts, Gdańsk, Pologne
- Dorp Street Gallery, Stellenbosch, Afrique du Sud
- Galerie Prinsenhoek, Hollande
- Verwaschene Spuren, Textilmuseum Crimmitschau, Allemagne
- Übergangen, Francfort-sur-le-Main, Allemagne
- Art Transfer, Kunststation Kleinsassen (de), Allemagne
- Vonderau Museum, Fulda, Allemagne
- Scarlet Gallery, Greyton, Afrique du Sud
- Galerie Prinsenhoek, Hollande
- Sailer Galeria d'Art, Majorque, Espagne
- Lurie-Kavachnina Gallery, Miami, États-Unis
- Soho Gallery LLC, LA, États-Unis
- Red Corridor Gallery, L'Agulhas, Afrique du Sud
- Red Corridor Gallery, Fulda, Allemagne
- colourblind Gallery, Cologne, Allemagne
- Galerie Image au Carré, Bruxelles, Belgique
- Liens Fragiles, Alexandra Chiari, Marseille, France (Exposition labellisée dans le cadre "Marseille-Provence 2013")[3]
- La Vieille Charité[4], Marseille, France